# Kit Bond
Pour les articles homonymes, voir Bond.
Christopher Samuel « Kit » Bond, né le 6 mars 1939 à Saint Louis (Missouri) où il meurt dans le 13 mai 2025, est un juriste et un homme politique américain.
Membre du Parti républicain, gouverneur du Missouri de 1973 à 1977 et de 1981 à 1985, il est sénateur de cet État au Congrès des États-Unis de 1987 à 2011.

## Biographie
Christopher Samuel Bond est né le 6 mars 1939 à Saint-Louis (Missouri).
Diplômé en 1960 de l'université de Princeton et en droit de l'université de Virginie, il commence sa carrière professionnelle comme clerc de la cour du cinquième circuit à Atlanta en Géorgie.
Il poursuit sa carrière professionnelle à Washington, D.C. avant de revenir à Mexico (Missouri).
En 1969, Kit Bond devient l'assistant de l'Attorney général sous le mandat de John Danforth. En 1970, il est élu auditeur de l'État.
De 1973 à 1977, Kit Bond est gouverneur du Missouri puis de nouveau de 1981 à 1985 après un intermède du démocrate Joseph Teasdale.
Le 25 juin 1976, Kit Bond qui met officiellement fin à l'ordre exécutif signé le 27 octobre 1838 par le gouverneur Lilburn Boggs lequel interdisait de séjour les mormons dans l'État du Missouri.
En 1986, Kit Bond est élu au Sénat des États-Unis au siège laissé vacant par le sénateur démocrate Thomas Eagleton. Il est réélu en 1992, en 1998 contre l'attorney général du Missouri, Jay Nixon. Il est également réélu en 2004 avec 56 % des voix contre 42,8 % à Nancy Farmer, candidate démocrate et secrétaire au trésor du Missouri.
Le 8 janvier 2009, Kit Bond annonce qu'il n'est pas candidat à sa réélection lors des prochaines élections sénatoriales américaines de 2010.
Kit Bond meurt le 13 mai 2025 à Saint-Louis, à l'âge de 86 ans.